# Grupo Desportivo de Maputo
Grupo Desportivo de Maputo – mozambicki klub piłkarski z siedzibą w Maputo.

## Historia
Grupo Desportivo de Maputo został założony w 31 maja 1921 jako Grupo Desportivo de Lourenço Marques. W 1925 klub osiągnął pierwszy sukces zdobywając Mistrzostwo Dystryktu Lourenço Marques. W latach 1925–1959 Desportivo wygrało te rozgrywki 12-krotnie. W 1957 klub zdobył mistrzostwo kolonialnego Mozambiku. Sukces ten powtórzył w 1964. Po zmianie nazwy miasta Lourenço Marques na Maputo klub zmienił przy tym nazwę na obecną - Grupo Desportivo de Maputo. W 1976 po raz pierwszy zakwalifikował się do rozgrywek krajowych - Moçambola. W 1977 klub zdobył po raz pierwszy zdobył mistrzostwo Mozambiku. W latach 1977–2006 GD Maputo wygrywał te rozgrywki 6-krotnie. W rozgrywkach Taça de Moçambique Desportivo triumfowało dwukrotnie w 1983 i 2006.

## Sukcesy
- Mistrzostwo Mozambiku (6): 1977, 1978, 1983, 1988, 1995, 2006.
- Mistrzostwo kolonialnego Mozambiku (2): 1957, 1964.
- Taça de Moçambique (2): 1983, 2006.
- Mistrzostwo Dystryktu Lourenço Marques (12): 1925, 1926, 1927, 1929, 1937, 1944, 1945, 1946, 1952, 1956, 1957, 1959.

## Nazwy klubu
- Grupo Desportivo de Lourenço Marques (1921–1975)
- Grupo Desportivo de Maputo (1975– )

## Reprezentanci kraju grający w klubie
| - Zainadine Junior - Mano - Dário Monteiro - Mexer - Tico-Tico - Josimar Tiago Machaisse - Bino | - Luís Germano Borlotes Dias - Elias Gaspar Pelembe - Jorge Joaquim Messa Vulande - Tomás Manuel Inguana - Avelino Maluana - Zé Bernardo |